# Långtjärnen (Burträsks socken, Västerbotten, 715004-173535)
Långtjärnen är en sjö i Skellefteå kommun i Västerbotten och ingår i Kålabodaåns huvudavrinningsområde.